# Boisleux-au-Mont
Boisleux-au-Mont è un comune francese di 509 abitanti situato nel dipartimento del Passo di Calais nella regione dell'Alta Francia.

## Società

### Evoluzione demografica
Abitanti censiti